# Zamek Szumbark
Zamek Szumbark – zamek, znajdujący się na obszarze katastralnym miasta Hawierzowa i na pograniczu jego części Szumbark i Miasto.

## Historia
Zamek został zbudowany około 1438 roku na miejscu pierwotnej twierdzy lub nieznanej fortyfikacji. Został zbudowany wcześniej dzięki zapisom najstarszego właściciela, którym był Petr Malý z Šumbarka. Pod koniec XV wieku zamek przeszedł na własność Komory Cieszyńskiej. Od 1530 do 1559 roku Zamek Szumbark należał do majątku księcia Václava Adama. Po jego śmierci zamek przeszedł w posiadanie jego syna, który po wojnie z Turkami zaczął piastować urząd biskupiego namiestnika w Kromieryżu. Później często zmieniał właścicieli, był nim m.in. Jan Starszy Lubowski z Lubowic oraz Jan Rymultowski z Kornic.

### Pożar i późniejsi właściciele
W październiku 1823 r. zamek nawiedził pożar, który doszczętnie zniszczył Kościół św. Katarzyny i zabudowania gospodarcze. Sam budynek również został bardzo zniszczony i wymagał znacznej przebudowy. Według wzmianek przyczyną był pożar w kuchni. Ówcześni właściciele Rusieczci z Ejvan przebudowali zamek w stylu empirowym i sprzedali go hrabiemu Friedriechowi von Arco i jego żonie Henriecie (z domu baronowej von Duran). Hrabia zginął na zamku i został pochowany na miejscowym cmentarzu. Następnie zamek należał do rodziny mieszczańskiej Neissers. W 1845 roku zamek przejęła firma Obchodní dům Wetter & Com. z Lipska. W 1874 powrócił w ręce arystokratów, ostatnim arystokratycznym właścicielem był przemysłowiec David Gutmann.

### Współczesność
Obecnie zamek jest własnością miasta, które prowadzi hotel zamkowy Havířov wraz z salą ceremonialną i małą salą koncertową. Zamek jest udostępniony do zwiedzania, lecz wycieczki nie są dostępne, a zamek jest w całości wykorzystywany do celów komercyjnych. Kościół św. Anny znajduje się naprzeciw dzisiejszego Zamku, odbywają się tu regularne nabożeństwa.

## Galeria

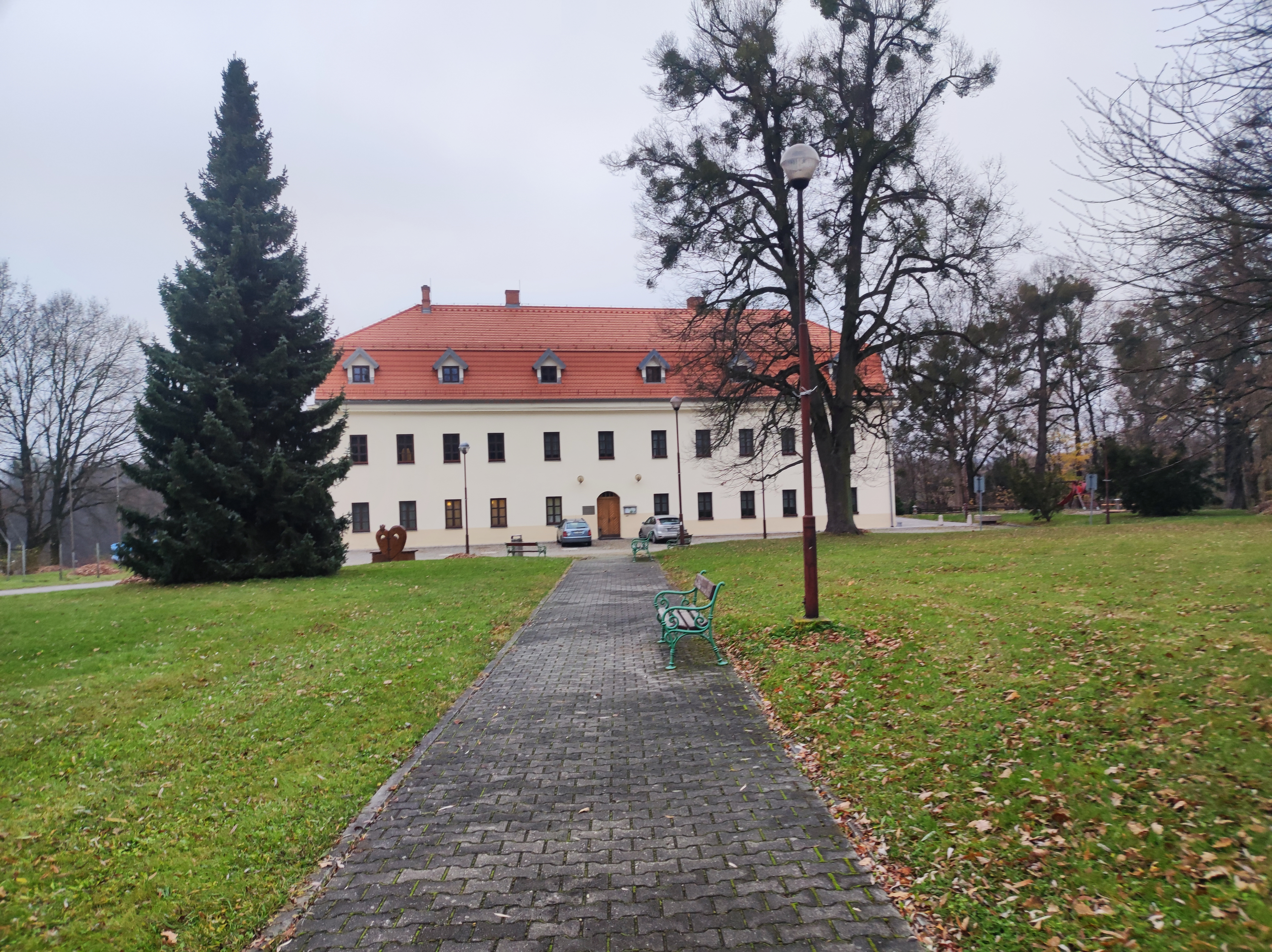
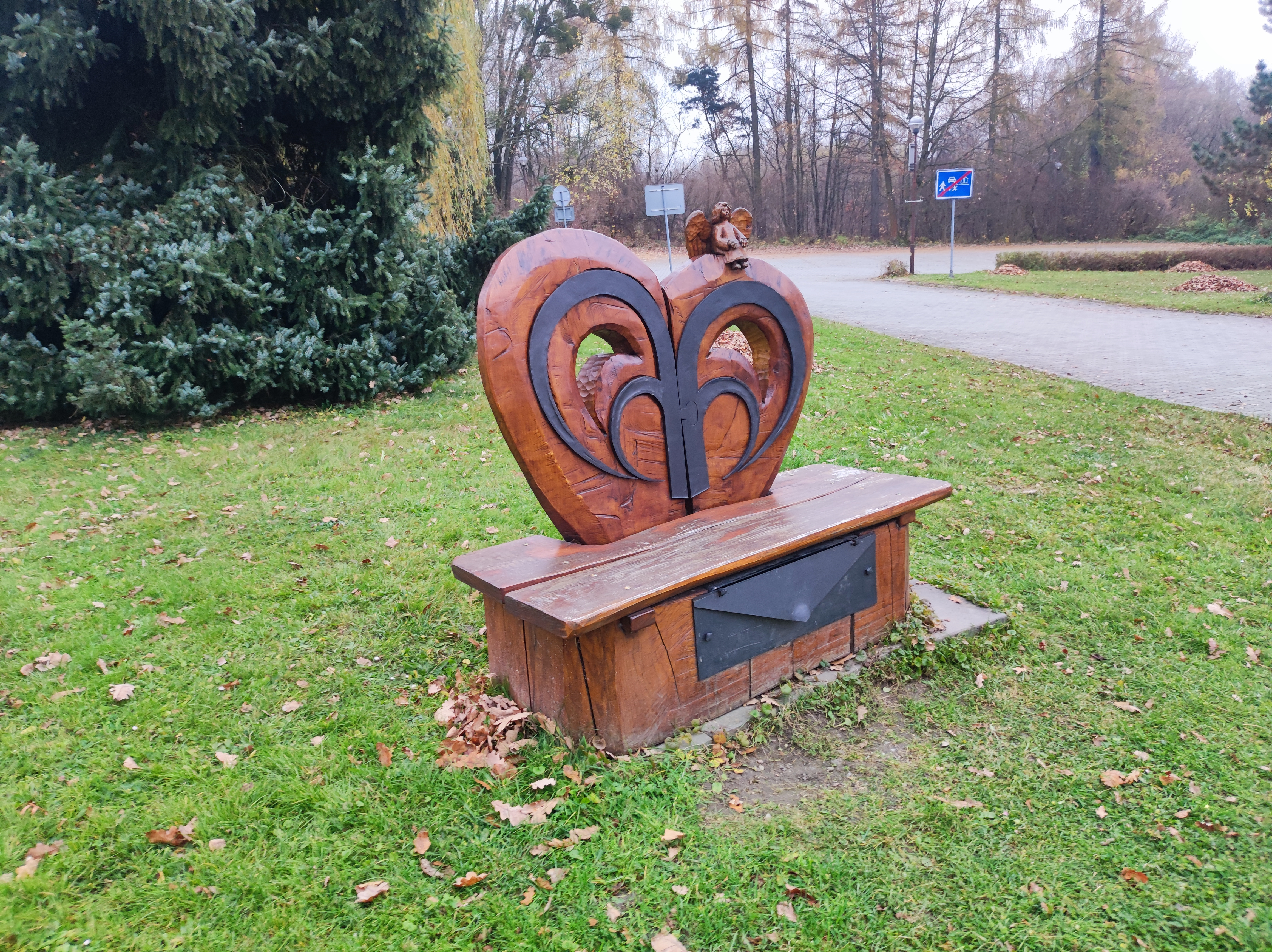
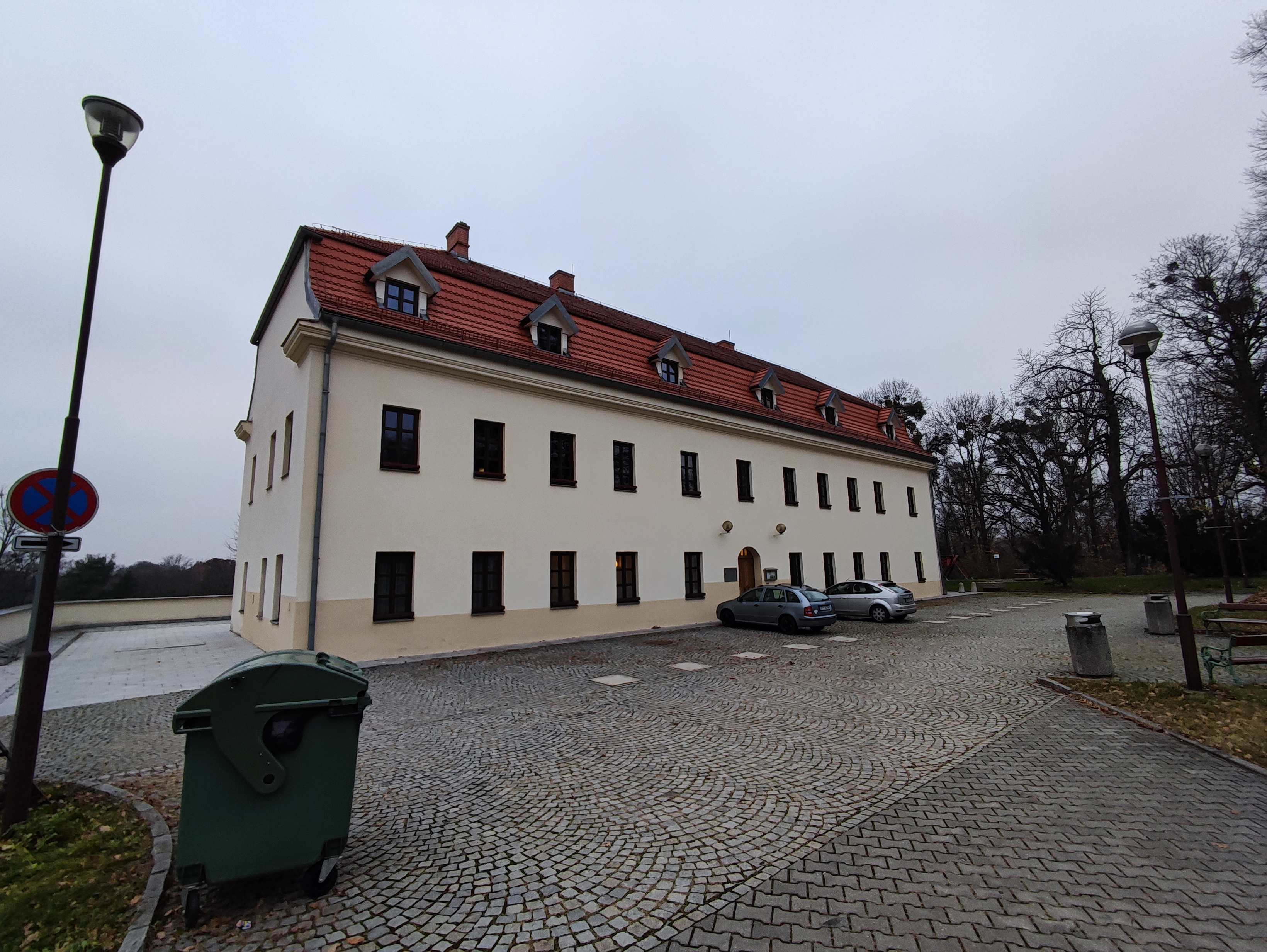